# والدو إيمرسون بيلي
والدو إيمرسون بيلي (بالإنجليزية: Waldo Emerson Bailey)‏ هو عسكري أمريكي، ولد في 16 نوفمبر 1896 في وينونا في الولايات المتحدة، وتوفي في 24 أبريل 1961.